# Nebulosus

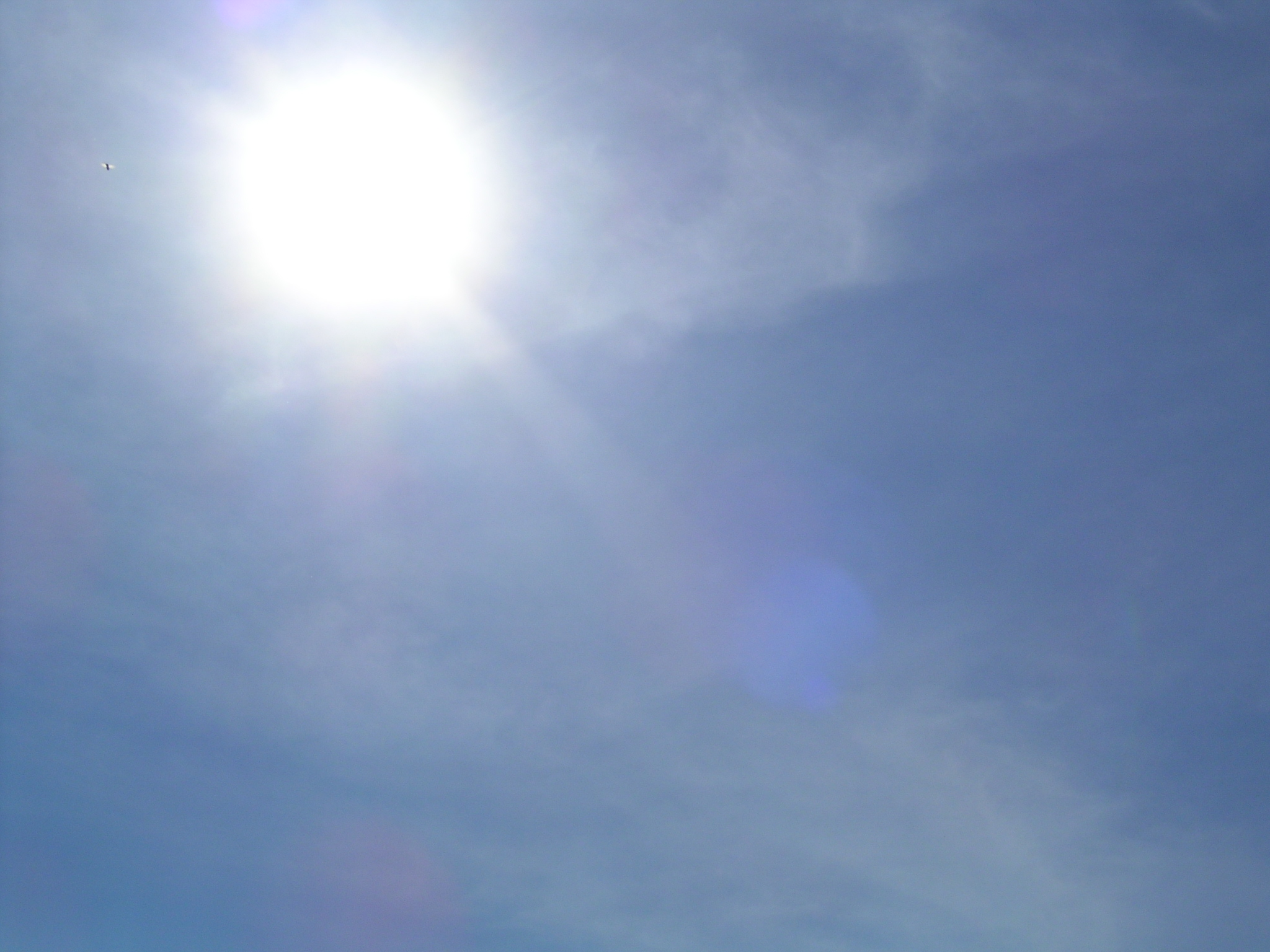
Cirrostratus nebulosus

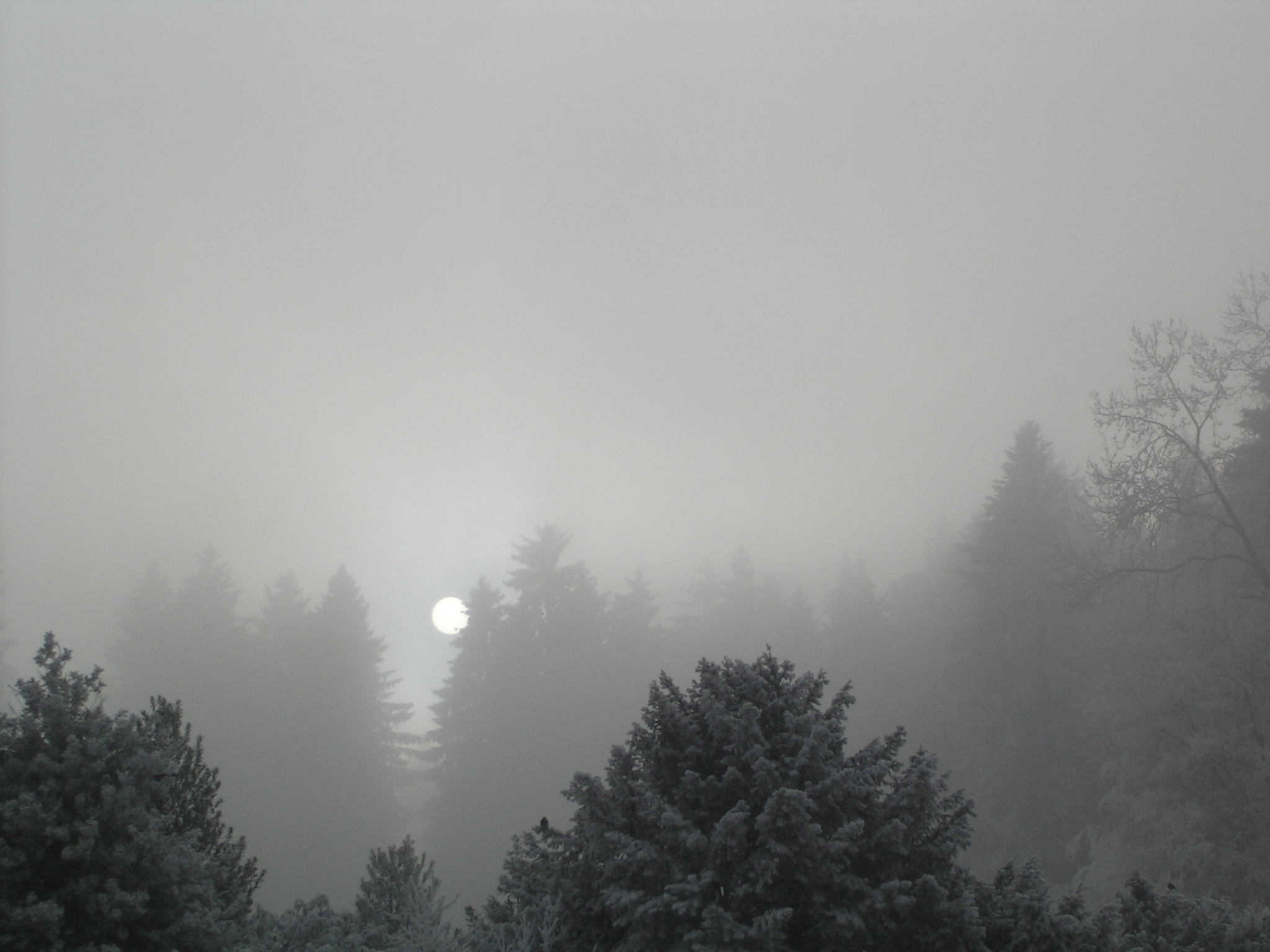
Stratus nebulosus translucidus

Nebulosus (česky mlhavý, zkratka neb) je jeden z oblačných tvarů. Může se vyskytovat u oblaků cirrostratus a stratus.

## Vzhled
Nebulosus je většinou horizontálně rozlehlý oblak mlhavého vzhledu, bez patrné struktury.

## Vznik
Tvar nebulosus vzniká u oblaku bez turbulentního proudění, které by mu strukturu dodalo.